# 基拉科
基拉科（西班牙語：Quilaco），是智利的城鎮，位於該國中部比奧比奧大區的比奧比奧省，始建於1760年12月13日，面積1,123.7平方公里，海拔高度399米，2012年人口3,850人，人口密度每平方公里3.4人。
37°40′S 71°59′W / 37.667°S 71.983°W